# Bačkov (okres Trebišov)
Bačkov (maďarsky Bacskó) je obec na Slovensku v okrese Trebišov. V obci je mj. reedukační centrum se speciální základní školou.

## Dějiny
V katastru Bačkova našli archeologové stopy po rozsáhlém sídlišti a střepy keramiky pocházející z 8.-9. století.
První písemná zpráva o Bačkově se zachovala v listině krále Bély IV. z roku 1245 o prodeji a ohraničení statků Albínova a Techne (Dvorianky). Západní okraj tohoto majetku se rozprostíral k silnici vedoucí do vesnice Bačkov. I tento strohý doklad však svědčí o tom, že vesnice Bačkov existovala alespoň pár desetiletí před rokem 1245.
V druhé světové válce byla vesnice vypálena a zpustošena ustupujícími německými vojsky. Odehrála se zde jedna z rozhodujících bitev na dargovském frontu - bitva na louce u Žarnovčíku (1944). Německá vojska byla poražena a ustupovala dále na západ.

## Symboly obce
Podle heraldického rejstříku má obec následující symboly, které byly přijaty 30. května 2003. Na znaku je tradiční zemědělský motiv podle otisku pečetidla z roku 1786.

### Znak
V zeleném štítě vznášející se strniště s pravošikmými bočními stranami, na něm snop a obrácené cepy – vše zlaté.

### Vlajka
Vlajka má podobu tří podélných pruhů zeleného, žlutého a zeleného v poměru 1:3:4 Vlajka má poměr stran 2:3 a ukončena je třemi cípy, tj. dvěma zástřihy, sahajícími do třetiny jejího listu.

## Osobnosti
- Imrich Frivaldský – lékař, přírodovědec, botanik, entomolog a muzejník.